# Bournois
Bournois település Franciaországban, Doubs megyében. Lakosainak száma 189 fő (2022. január 1.). Bournois Accolans, Soye, Uzelle, Fallon, Grammont és Gondenans-Montby községekkel határos.

## Népesség
A település népességének változása:
| Lakosok száma | 177  | 208  | 212  | 177  | 196  | 193  | 192  | 191  | 190  | 189  |
|               | 1968 | 1982 | 1990 | 2006 | 2013 | 2015 | 2017 | 2019 | 2020 | 2022 |